# Ajouir
Ajouir es una comuna o municipio del departamento de Boutilimit, en la región de Trarza, en Mauritania. En marzo de 2013 presentaba una población censada de 5061 habitantes.
Se encuentra ubicada al suroeste del país, en el desierto del Sahara, cerca del río Senegal —que la separa de Senegal— y del salar Sebkha de Ndrhamcha.